# Lincoln Financial Group
La Lincoln National Corporation, plus connue sous le nom de Lincoln Financial Group, est une holding américaine spécialisée dans les assurances. Elle fut fondée sous le régime de la loi de l'Indiana en 1968, mais son siège social se trouve dans la ville de Radnor en Pennsylvanie.

## Histoire
En janvier 2018, Lincoln Financial annonce l'acquisition de Liberty Life Assurance, filiale de Liberty Mutual, pour 3,3 milliards de dollars. En parallèle, Lincoln Financial annonce la vente d'une de ses filiales à Protective Life Corp, une filiale de Dai-ichi Life pour 1,17 milliard de dollars.